# Aliona Moon
Aliona Munteanu (nacida el 25 de mayo de 1989), conocida como Aliona Moon, es una cantante moldava. En 2012 acudió como corista al Festival de la Canción de Eurovisión 2012 acompañando al cantante Pasha Parfeny. Un año después ganó como solista el concurso nacional O Melodi Pentru Europa 2013 con la canción "A Million", compuesta por Parfeny, por lo que representó a Moldavia en el Festival de la Canción de Eurovisión 2013. En el festival europeo interpretó la versión en rumano del tema, titulada "O mie" En la final, obtuvo el 11º lugar.